# Judite Teixeira
Judite o Judith Teixeira (Viseu, 25 de enero de 1880 - Lisboa, 17 de mayo de 1959) fue una escritora portuguesa. Publicó tres libros de poesía y un libro de cuentos, entre otros escritos. En 1925 lanzó la revista Europa, de la que se editaron tres números (abril, mayo y junio). Su libro Decadência (1923) fue incautado, juntamente con los libros de António Botto y Raul Leal, por el Gobierno Civil de Lisboa como consecuencia de una campaña liderada por la conservadora Liga de Acção dos Estudantes de Lisboa contra "los artistas decadentes, los poetas de Sodoma, los editores, autores y vendedores de libros inmorales". Desapareció de la vida pública en 1927, falleciendo en 1959.

## Biografía
Judite Teixeira nació el 25 de enero de 1880 en Viseu y fue bautizada a 1 de febrero del mismo año, en la Sé Catedral, como hija natural de Maria del Carmo, no constando en el certificado de bautismo el nombre del padre. En 1907 fue adoptada por Francisco de los Reyes Ramos, alférez de Infantería. Era entonces soltera y residía en Lisboa, en el número 70 de la calle do Arco do Carvalhão.
Algún tiempo después se casó con Jaime Levy Azancot, empleado comercial, con quien vivió en la calle Rodrigo da Fonseca; el 8 de marzo de 1913 el matrimonio fue disuelto, habiendo sido acusada la esposa de adulterio y abandono del domicilio legal. El 22 de abril de 1914, en Bussaco, se casó con Álvaro Virgílio de Franco Teixeira, de 26 años, abogado e industrial.
Fue a los cuarenta y tantos, entre 1922 y 1927, que publicó todos sus libros y dirigió la revista Europa. Debido a la temática lésbica de algunos de sus poemas, fue atacada violentamente en la prensa conservadora y moralista por las «vergüenzas sexuales» y «vilezas innobles» que escribía. En 1927 se encontraba ausente de Portugal, como se desprende de una nota insertada al final del libro Satânia, el último que publicó.
Nada se sabe acerca de los últimos treinta y dos años de su vida. Murió el 17 de mayo de 1959, a los 79 años, residiendo entonces en Lisboa, en el número 3 de la Praceta Padre Francisco, en Campo de Ourique. Según el certificado de defunción, murió viuda, sin dejar hijos ni bienes y sin hacer testamento.

## Obra
- Decadência. Poemas (1923)
- Castelo de Sombras. Poemas (1923)
- Nua. Poemas de Bizâncio (1926)
- De Mim. Conferência (1926)
- Satânia. Novelas (1927)